# Congo ved sommer-OL 2020
Republikken Congo deltog under Sommer-OL 2020 i Tokyo som blev afviklet i perioden 23. juli til 8. august 2021.

## Medaljer
| 2020 Tokyo        | Guld | Sølv | Bronze | Total |
| Republikken Congo | 0    | 0    | 0      | 0     |

### Medaljevinderne
| Republikken Congo under sommer-OL 2020 i Tokyo | Republikken Congo under sommer-OL 2020 i Tokyo | Republikken Congo under sommer-OL 2020 i Tokyo | Republikken Congo under sommer-OL 2020 i Tokyo | Republikken Congo under sommer-OL 2020 i Tokyo |
| Medalje                                        | Navn                                           | Sport                                          | Event                                          | Dato                                           |
| ---------------------------------------------- | ---------------------------------------------- | ---------------------------------------------- | ---------------------------------------------- | ---------------------------------------------- |
| -                                              | -                                              | -                                              | -                                              | -                                              |